# Lijst van rijksmonumenten in Eindhoven (gemeente)
De gemeente Eindhoven telt 153 inschrijvingen in het rijksmonumentenregister. Hieronder een overzicht. 

## Eindhoven
De plaats Eindhoven telt 150 inschrijvingen in het rijksmonumentenregister. Zie Lijst van rijksmonumenten in Eindhoven (stad) voor een overzicht.

## Riel
De plaats Riel telt 3 inschrijvingen in het rijksmonumentenregister.
| Object                       | Oorspronkelijke functie? | Bouwjaar              | Architect | Locatie | Coördinaten?                  | Nr.?  | Afbeelding        |
| ---------------------------- | ------------------------ | --------------------- | --------- | ------- | ----------------------------- | ----- | ----------------- |
| Brabantse langgevelboerderij | Boerderij                | 1876                  |           | Riel 2  | 51° 25' 24" NB, 5° 31' 23" OL | 14643 | Meer afbeeldingen |
| Brabantse langgevelboerderij | Boerderij                | eerste helft 19e eeuw |           | Riel 13 | 51° 25' 25" NB, 5° 31' 18" OL | 14644 | Meer afbeeldingen |
| Brabantse langgevelboerderij | Boerderij                | eerste helft 19e eeuw |           | Riel 14 | 51° 25' 25" NB, 5° 31' 22" OL | 14645 | Meer afbeeldingen |

's-Hertogenbosch ·
Alphen-Chaam ·
Altena ·
Asten ·
Baarle-Nassau ·
Bergeijk ·
Bergen op Zoom ·
Bernheze ·
Best ·
Bladel ·
Boekel ·
Boxtel ·
Breda ·
Cranendonck ·
Deurne ·
Dongen ·
Drimmelen ·
Eersel ·
Eindhoven ·
Etten-Leur ·
Geertruidenberg ·
Geldrop-Mierlo ·
Gemert-Bakel ·
Gilze en Rijen ·
Goirle ·
Halderberge ·
Heeze-Leende ·
Helmond ·
Heusden ·
Hilvarenbeek ·
Laarbeek ·
Land van Cuijk ·
Loon op Zand ·
Maashorst ·
Meierijstad ·
Moerdijk ·
Nuenen, Gerwen en Nederwetten ·
Oirschot ·
Oisterwijk ·
Oosterhout ·
Oss ·
Reusel-De Mierden ·
Roosendaal ·
Rucphen ·
Sint-Michielsgestel ·
Someren ·
Son en Breugel ·
Steenbergen ·
Tilburg ·
Valkenswaard ·
Veldhoven ·
Vught ·
Waalre ·
Waalwijk ·
Woensdrecht ·
Zundert